# Mae Fah Luang-Universität

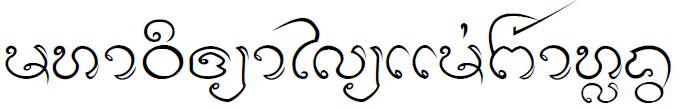
Name der Universität in Lan-Na-Schrift

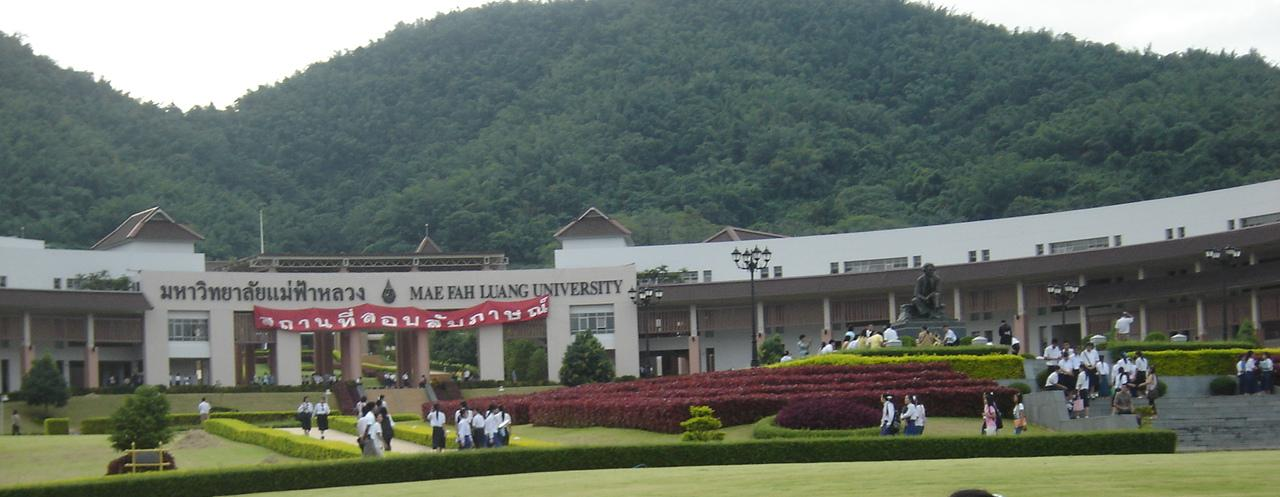
Auf dem Universitätscampus

Die Mae Fah Luang-Universität (Thai มหาวิทยาลัยแม่ฟ้าหลวง, RTGS: Mahawitthayalai Mae Fa Luang; englisch Mae Fah Luang University) ist eine Universität in Chiang Rai in Nord-Thailand.

## Gründung
Die Mae Fah Luang-Universität ist eine öffentliche Universität und wurde am 25. September 1998 eingerichtet.
Mae Fah Luang („königliche Mutter aus dem Himmel“) war der Beiname von Prinzessin Srinagarindra, der 1995 verstorbenen Mutter von König Bhumibol Adulyadej.
Infolge der bergigen Lage des Campus dauerte die Fertigstellung der Anlage bis 2004.
Die Studentenzahl ist von 62 im Gründungsjahr 1998 auf über 10.000 Studenten im Jahr 2012 gewachsen.
Die Universität hat insgesamt 11.727 Studenten, davon 10.593 undergraduate und 1.105 graduate Studenten. Der Frauenanteil beträgt 70 %. Von den 480 internationalen Studenten kommen die meisten aus Myanmar (51 %) und China (27 %).

## Campus
Die Mae Fah Luang-Universität befindet sich in Tambon Tha Sut, Provinz Chiang Rai, inmitten der Berglandschaft von Nord-Thailand. Der Campus hat über 800 Hektar.

## Fakultäten
Nachdem es anfangs nur zwei Fakultäten gab, deren eine für Anglistik vorgesehen war, sind bis heute mehrere dazugekommen, unter anderem Wirtschaftschinesisch, Agrarindustrie und Traditionelle thailändische Medizin.